# Scania serii P
Scania serii P – lekki samochód ciężarowy produkowany przez szwedzkiego producenta aut ciężarowych Scania.

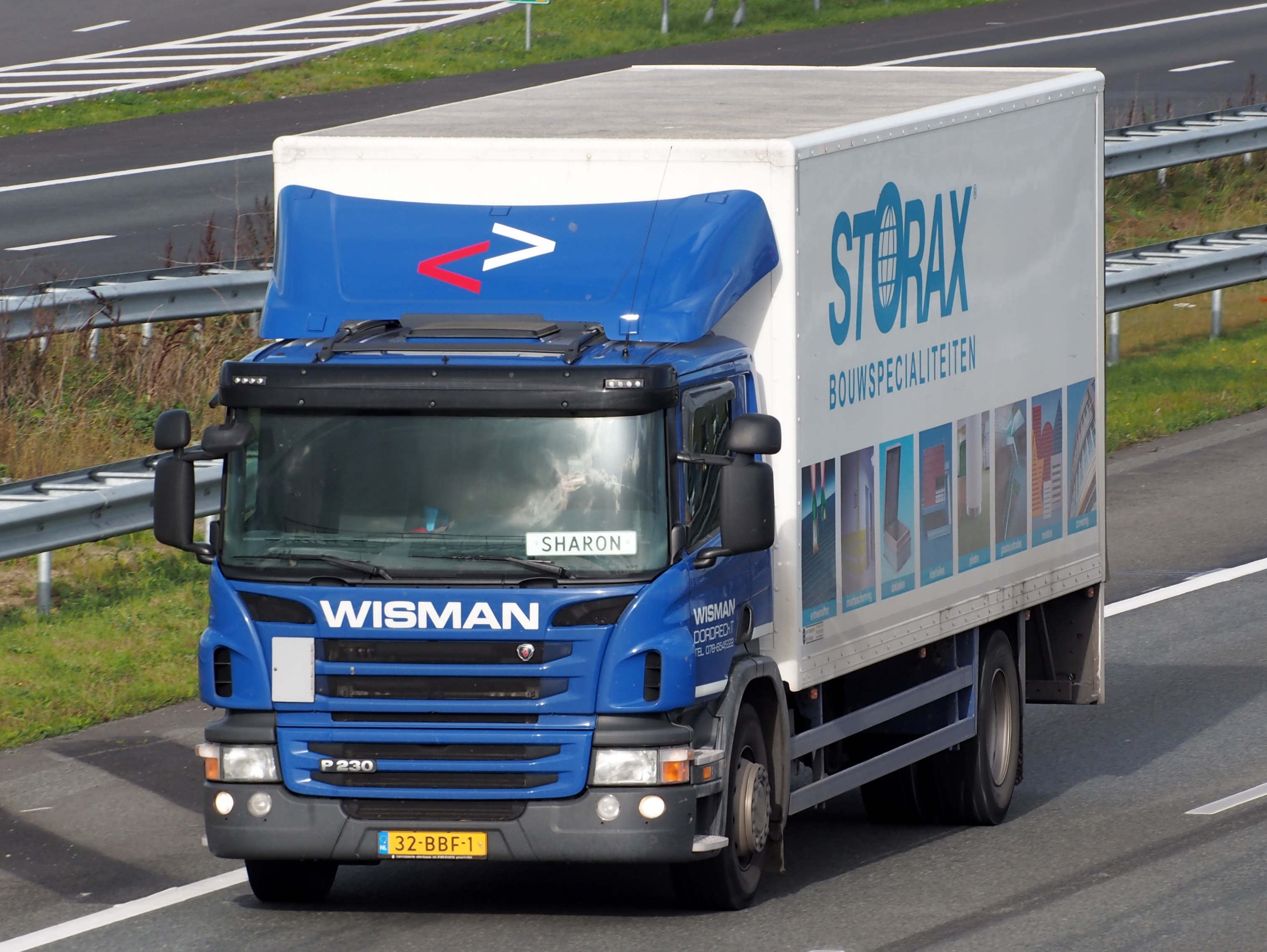
Scania P230

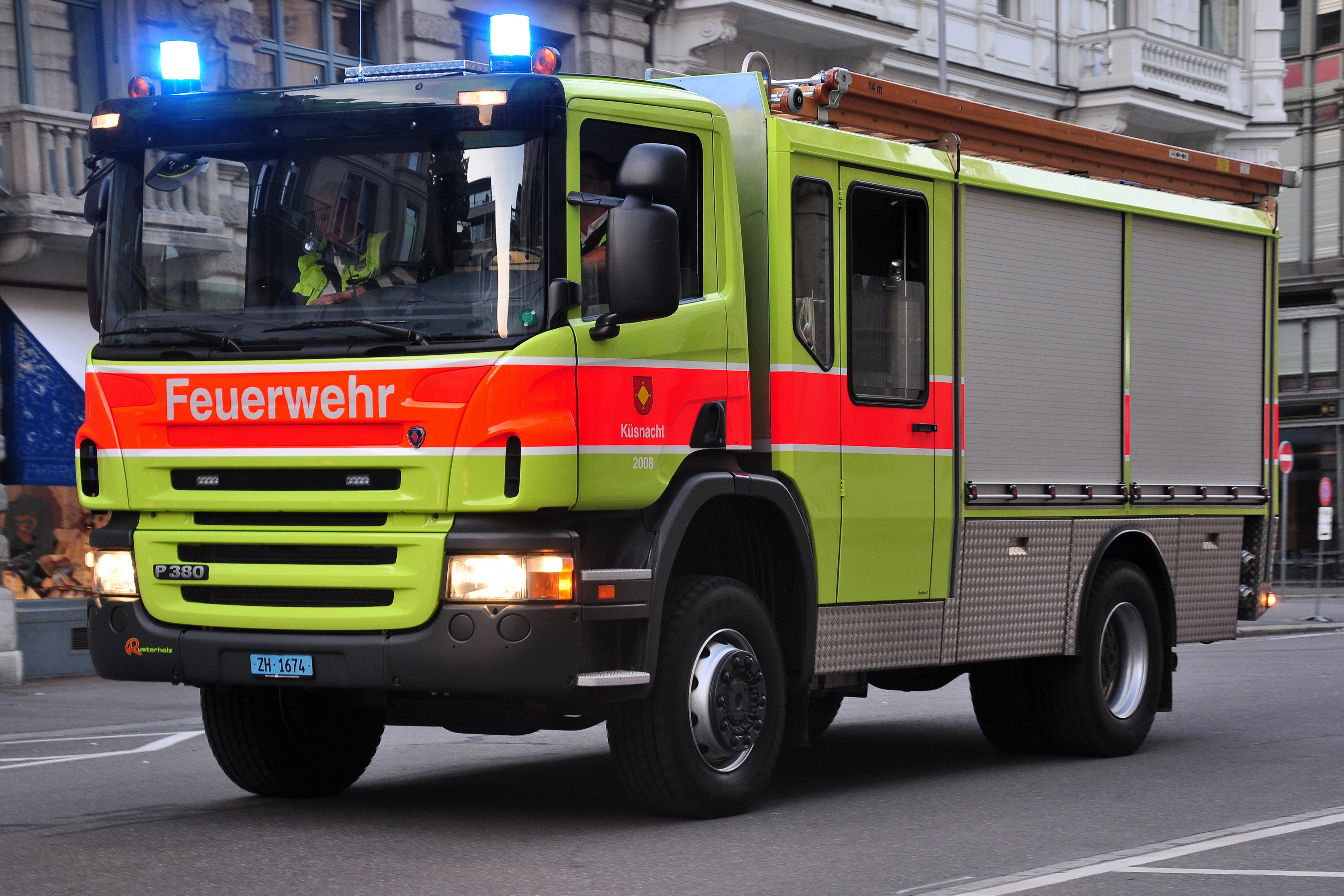
Straż Pożarna na bazie Scanii P380

Pojazd przeznaczony jest do zastosowań w budownictwie oraz regionalnej oraz krajowej dystrybucji, a także transporcie krótkodystansowym. W 2016 roku otrzymał od holenderskiego czasopisma "Truckstar" tytuł "Samochodu Ciężarowego 2016 roku".

## Warianty
- krótka
- krótka dzienna
- sypialna, niska
- sypialna, standardowa
- sypialna, wyższa (Highline)

Wszystkie pojazdy były produkowane jako ciągniki siodłowe lub solo w różnych wariantach podwozia:
- 4x2
- 6x2
- 6x4
- 8x2
- 8x4

## Wyposażenie
Pojazdu standardowo wyposażone są m.in. w system ACC, system awaryjnego hamowania AEB, LDW oraz ESP.